# Semiosoma minutum
Semiosoma minutum är en mångfotingart som först beskrevs av Berlese 1895.  Semiosoma minutum ingår i släktet Semiosoma och familjen knöldubbelfotingar. Inga underarter finns listade i Catalogue of Life.